# Anthony Russell
Pour les articles homonymes, voir Russell.
Anthony John Russell,  né le 25 janvier 1943 et mort le 9 juillet 2025 à Banbury, est un prélat de l'Église d'Angleterre. Il est évêque de Dorchester de 1988 à 2000, puis évêque d'Ely de 2000 à 2010, année qui le voit prendre sa retraite.